# 샤를 뮌슈

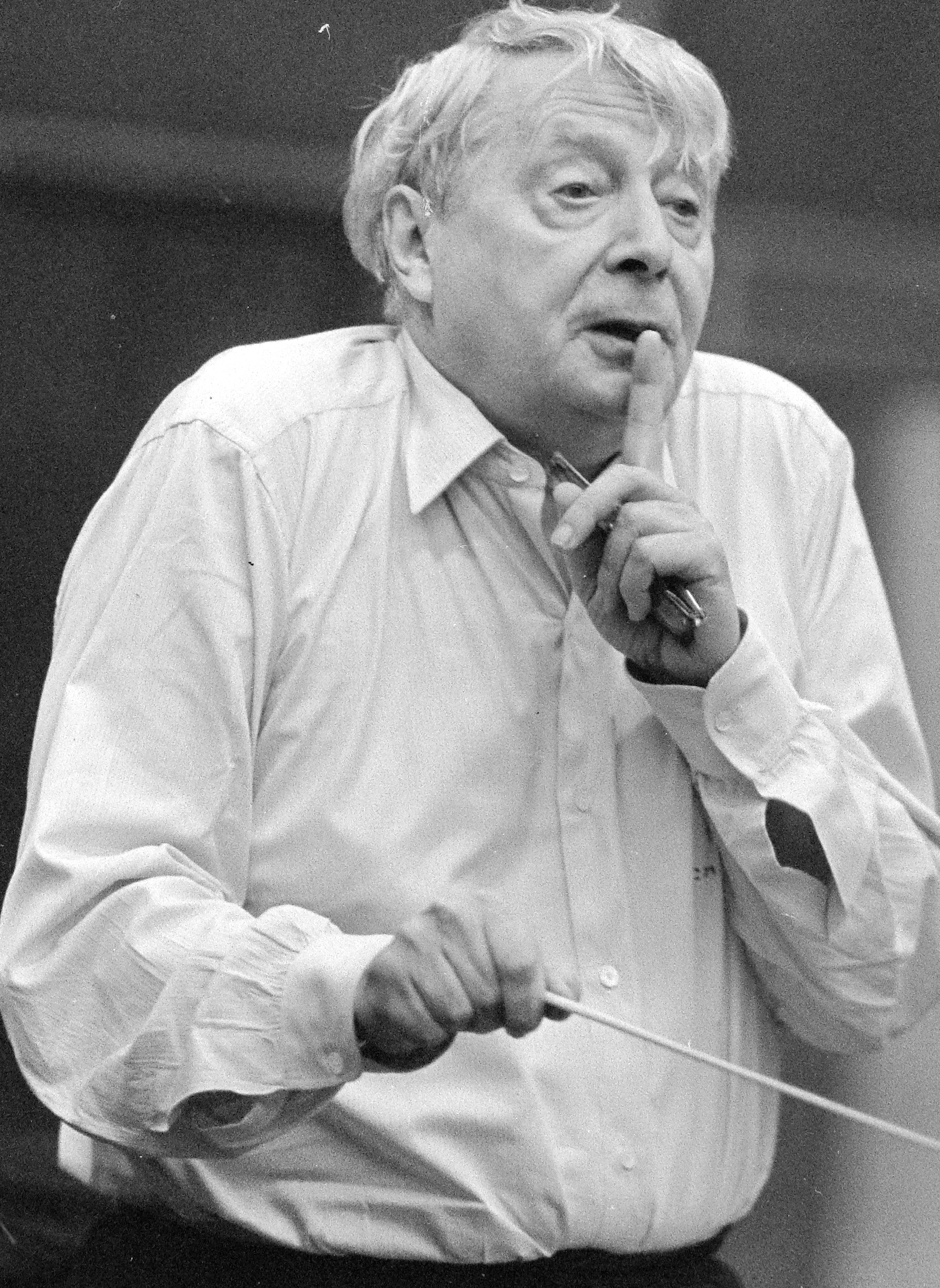
1966년

샤를 뮌슈(Charles Münch, 1891년 9월 26일 ~ 1968년 11월 6일)는 프랑스의 세계적 명지휘자이다
뮌슈는 1891년 당시 독일 영토였던 스트라스부르에서 태어났다. 집안은 독일계 음악가의 가계(家系)였다. 뮌슈는 자기가 태어난 고장의 음악원 외에 베를린과 파리에서 공부했으나, 최초에는 바이올리니스트로서 출발, 40세가 넘어서야 정식으로 지휘자로서 데뷔하였다. 1937년부터 파리 음악원 관현악단의 지휘자로 활약하여 크게 명성을 높였으며, 1949년에는 은퇴한 쿠세비츠키의 후임으로서 보스턴 교향악단의 상임지휘자 직책에 취임하였다. 그러나 1963년까지의 이 오케스트라에서의 활약은 뮌슈의 명성과 보스턴 교향악단의 평가를 한계단 높이는 결과가 되었다. 이 보스턴 시대에 오케스트라와 함께 동북아시아 여러 나라를 순회공연한 바가 있으며(1960), 1961년에는 단신으로, 또 계속해서, 1966년에는 프랑스 방송교향악단과 함께 외국공연을 위해 떠났다. 그는 본래 프랑스를 본거지로 하고 있었으나, 전후에는 미국에서의 활약이 주체를 이루었다. 이 같은 이유로 그의 연주에는 순프랑스적인 우아한 맛과 감성(感性) 외에, 퍽 색채적이며 강렬한 효과를 보이고 있다. 게다가 독일인 핏줄을 이어받은 때문인지 초인적인 제스처, 열광적인 지휘태도의 특징이 발견된다. 프랑스 작품이 본령이지만, 그 중에서도 격정과 몽상이 넘쳐흐르는 베를리오즈의 연주에 빼어난 것은 이상과 같은 이유에 근거한다. 독일인의 혈통 관계 때문인지 당당한 맛과 멋이 있으며, 특히 브람스에서의 중후한 장대성(壯大性)은 훌륭하다. 슈만의 깊은 아취(雅趣)도 잊기 어렵다.